# Nencki-Reaktion
Die Nencki-Reaktion ist eine Namensreaktion der organischen Chemie, die auf den Chemiker Marcel Nencki (1847–1901) zurückgeht. Die Reaktion wurde erstmals 1881 als eine Arylierung veröffentlicht und ist mit der Friedel-Crafts-Acylierung verwandt.

## Übersichtsreaktion
Bei der Nencki-Reaktion wird ein Phenol 1 und ein reaktives Carbonsäurederivat 2 (z. B. Carbonsäurechlorid oder Carbonsäureanhydrid) als Startmaterial verwendet um Phenolderivate 3 zu synthetisieren:

## Reaktionsmechanismus
Ein möglicher Reaktionsmechanismus für die Nencki-Reaktion wird von Zerong Wang wie folgt beschrieben:
Das  Carbonsäureanhydrid 1 bildet mit dem Zinkchlorid (ZnCl2) den Komplex 2  welcher mit dem Phenol zu einer Zwischenstufe reagiert. Nach Abspaltung des Carbonsäureanhydrid-Zinkchlorid-Komplexes entsteht das Phenolderivat 3.